# Interoute
Interoute Communications Ltd è un'azienda di telecomunicazioni che possiede e gestisce una rete per la trasmissione di voce e dati. Vende infrastrutture di rete, servizi dati, voce e servizi gestiti.
Interoute è un'azienda privata di proprietà della Sandoz Family Foundation e della Emirates International Telecoms (EIT) di Dubai.
La rete in fibra ottica collega anche 21 Reti Metropolitane (MAN), è costituita da 12 anelli che collegano 100 città in 284 Paesi, estendendosi per 60.000 km con fibre accese e includendo anche 59 Data Centre. Interoute è presente in Austria, Belgio, Bulgaria, Repubblica Ceca, Danimarca, Francia, Germania, Ungheria, Italia, Paesi Bassi, Polonia, Romania, Slovacchia, Spagna, Svezia, Svizzera, Inghilterra e Stati Uniti. Il Network Operations Centre e il Customer Service Centre si trovano a Praga.

## Storia
Viene costituita nel 2002. Dopo quattro settimane la holding controllante, i-21 Holdings Ltd, andò in amministrazione controllata e fu costretta dal suo fornitore principale, Alcatel, a fare la stessa cosa. L'azienda intraprese quindi una profonda ristrutturazione, vendendo il ramo di attività legato alla fonia tradizionale e focalizzandosi solo sui servizi di rete e internet. L'accordo finale con Alcatel fu raggiunto e divenne effettivo nel 2003.
A luglio 2002 Interoute ha acquistato la parte Ebone della rete KPNQwest NV. L'accordo ha conferito a Interoute 8 MAN (Metropolitan Area Network) ad alta capacità.
Tra il 2003 e il 2007 Interoute poi ha effettuato una serie di acquisizioni, tra le quali cui quella della Virtue Broadcasting's Media Services Division, la Central European Communications Holdings BV (CECOM) e le sue filiali in Repubblica Ceca, Slovacchia, Ungheria, Austria Germania e Romania estendendo la propria infrastruttura all'Europa centro-orientale; le attività europee degli Hosting Provider VIAN NET.WORKS e le attività europee di PSINet in Germania, Francia, Belgio, Paesi Bassi e Svizzera. Più recentemente ha acquisito aziende focalizzate sulla fornitura di Servizi Gestiti in Svezia e Bulgaria.